# Elisabeth Guttenberger
Elisabeth Guttenberger, née Schneck le 6 février 1926 à Stuttgart et morte le 25 mars 2024, est une Sinti allemande, survivante du Porajmos, le génocide des Roms. Elle témoigne lors des procès d'Auschwitz au sujet du "camp de gitan" qui était le zigeunelager. Son rapport est une source d'information de grande importance et souvent exploitée.

## Biographie

### Enfance
Elisabeth Schneck est née le 6 février 1926 à Stuttgart où elle vit confortablement avec ses parents jusqu'en 1936, et ses quatre frères et sœurs nés entre 1925 et 1930. Son père, Josef Schneck est un marchand d'antiquités et d'instruments à cordes. Pour lui et sa femme Sofie, il est important de donner une bonne éducation à leurs enfants, ce qui inclut des cours de musique et de chant. Les enfants fréquentent le jardin d'enfants et l'école primaire d'Ostheim, un quartier de Stuttgart. Les enfants sinté y sont souvent harcelés, mais, grâce à une enseignante, ancienne députée et opposante au régime nazi, Elisabeth Schneck peut achever les huit années d'enseignement primaire. Elle raconte que cette institutrice lui a sauvé la vie, son instruction lui ayant permis de travailler dans les bureaux à Auschwitz,,,.
Après 1933, les possibilités d'obtenir un emploi deviennent faibles pour les Sinté et les Roms, de même que l'accès aux professions indépendantes, en raison des critères raciaux, de plus en plus stricts.
La famille s'installe à Munich en 1936.
Cependant, malgré ses bons résultats, Elisabeth Guttenberger n'est pas autorisée à fréquenter une école secondaire. Elle doit également abandonner son apprentissage dans une confiserie après l'intervention de la Gestapo. Elle est alors soumise au travail forcé dans une usine de munitions,.

### Déportation
Le décret du 16 décembre 1942, dit décret d'Auschwitz (de), ordonne que tous les Tziganes vivant encore sur le territoire du Reich allemand soient déportés vers le camp d'Auschwitz. Ce décret est la conclusion logique d’un projet ourdi dès 1938 et déjà partiellement mis en œuvre, à savoir l’extinction complète des « Tsiganes »,.
Elisabeth Guttenberger, alors âgée de 17 ans, et toute sa famille sont arrêtés le 8 mars 1943 à Munich. Elle est déportée le 16 mars à Auschwitz, où elle reçoit le numéro de prisonnière Z 3991.
Le camp se compose de 32 étables remplies des couchettes à 3 étages. Jusqu'à mille personnes sont entassées dans une seule étable.
Les numéros de prisonniers Z 3988 à Z 3992 sont répertoriés dans le livre principal des femmes du camp tzigane comme membres de la famille Guttenberger. Les dates de mort notées sont le 29 avril 1944 pour la grand-mère, le 9 octobre 1943 pour la mère, le 27 septembre 1943 pour la sœur née en 1927. Les hommes de la famille sont répertoriés sous les numéros Z 3542 à 3543 dans le registre des hommes ; la date d'entrée dans le camp, différente de celle des femmes, est le 16 mars 1943. Les frères et la sœur aînée d'Elisabeth Guttenberger sont morts de faim dans le camp. Sa nièce de trois ans, inscrite sous le numéro Z 3990 ne survit pas non plus. Trente membres de la famille d'Elisabeth Guttenberger, originaires de différentes villes, meurent à Auschwitz.
Elisabeth Guttenberger est d'abord soumise au travail forcé et affectée à la construction de la route du camp. À partir de septembre 1943, elle est affectée à un travail administratif. Elle doit transcrire les listes de transport et ajouter les dates de décès au registre des hommes du camp de gitans. Quelques jours après avoir commencé cette tâche, elle doit enregistrer la mort de son père.
Elle est transférée le 1er  août 1944 au camp de concentration de Ravensbrück puis dans un camp satellite de Flossenbürg, à Kraslice . Son numéro de prisonnière à Kraslice est le 51750. Heinrich Himmler ayant ordonné l'évacuation de tous les camps, « Pas un seul prisonnier ne doit tomber aux mains de l'ennemi » ; le camp satellite de Flossenbürg est fermé à partir du 15 avril 1945. Les prisonniers sont dégagés dans une marche de la mort vers Marienbad, certains sont fusillés en marche. Les troupes américaines libèrent les survivants fin avril 1945,.

### Après les camps
Après la guerre, Elisabeth Guttenberger fait partie des rares témoins à témoigner au titre des « minorités » au procès d'Auschwitz qui a lieu à Francfort-sur-le-Main de 1963 à 1965. Pour des raisons de santé, elle n'est pas présente en personne au tribunal mais ses trois témoignages sont lus, l'un devant une commission spéciale le 10 mars 1959, un autre devant le juge d'instruction Heinz Düx (de) le 3 décembre 1963 dans des affaires contre Albrecht[Qui ?] et le dernier devant le Tribunal du district de Pforzheim (de), le 2 février 1965,,. D'après le journaliste Dietrich Heissebüttel, elle n'aurait probablement pas supporté le procès car « les témoins ont été pris entre deux feux [...]. Les avocats des accusés ont tenté de convaincre le tribunal que les Sintis étaient des menteurs notoires. Et ils ont réussi. Le tribunal n'a pas considéré le témoignage d'Elisabeth Guttenberger comme concluant. ».

Effectivement, le tribunal juge que son témoignage contre  Franz Johann Hofmann (de) est insuffisant pour une condamnation :

« Le témoin Guttenberger connaît l'accusé Hofmann depuis son incarcération dans le camp tzigane de Birkenau. Lors de son interrogatoire du 2 février 1965, qui fut lu le 11 février 1965, elle raconta qu'elle avait rencontré l'accusé à plusieurs reprises lorsque Plagge et Palitzsch  faisaient du "sport" avec des prisonniers si brutalement que beaucoup d'entre eux restaient étendus, couverts de sang. Dans un procès du 3 décembre 1963 contre Albrecht et al., elle dit que de nombreux prisonniers étaient restés couchés par épuisement. Le témoin souligne également qu'elle était malade à cause des souffrances qu'elle a subies pendant la période du camp et qu'elle avait du mal à se souvenir. S'il existe déjà des doutes quant à savoir laquelle de ses versions doit être suivie, la déclaration supplémentaire du témoin selon laquelle elle aurait entendu par ouï-dire que certains de ces prisonniers maltraités étaient morts à l'infirmerie des prisonniers, n'est en tout cas pas suffisante pour condamner l'accusé pour les autres meurtres dont il est accusé. »

— Texte du jugement

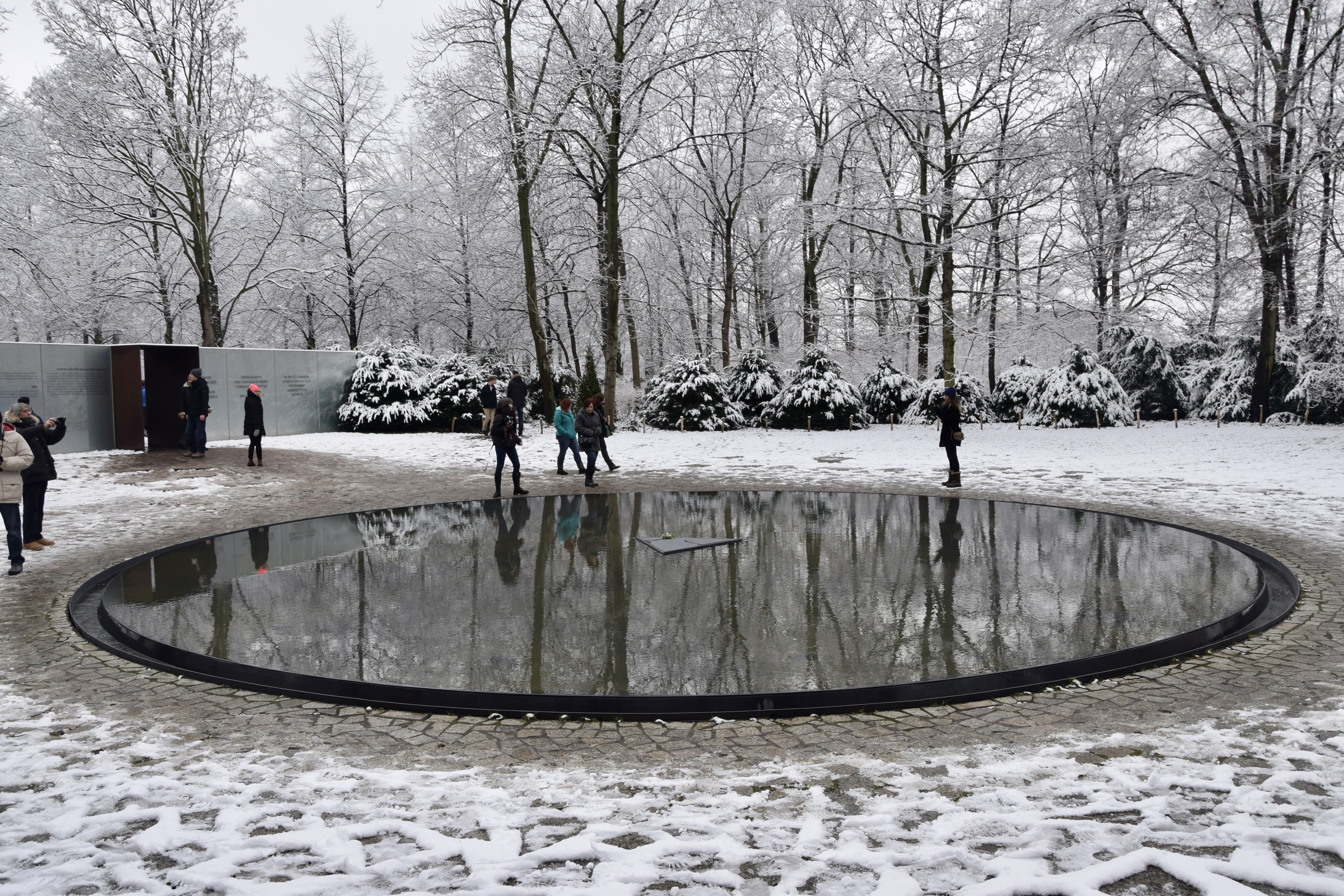
Mémorial aux Sintés et aux Roms européens assassinés pendant le nazisme, conçu par Dani Karavan.

Elisabeth Guttenberger témoigne régulièrement comme lors de la commémoration au Reichstag de Berlin, à l'occasion du 50e anniversaire du « Décret d'Auschwitz » en 1992, en 1997, à l'ouverture du Centre de documentation et de culture des sinté et roms allemands (de) .
Le 2 août 2014, le 70e anniversaire de la « liquidation du camp de gitans » à Auschwitz-Birkenau est célébré par un événement organisé par le Mémorial aux Juifs assassinés d'Europe et le Roma Trial e. V. La contribution d'Elisabeth Guttenberg y est lue par l'écrivaine Olga Grjasnowa (de) lors d'un service commémoratif au Mémorial aux Sintés et aux Roms européens assassinés pendant le nazisme .

## Hommages
Depuis mars 2008, un stolperstein au nom d'Elisabeth Guttenberger, ainsi que cinq autres pour les membres de la famille Schneck, sont apposés devant leur ancien domicile de Stuttgart, Stöckachstraße 28. Les élèves et les enseignants de l'école primaire et secondaire d'Ostheim, qui ont connu Elisabeth Guttenberger et ses frères et sœurs, sont présents lors de la pose.
Le groupe d'histoire de l'école remporte le prix Alfred Hausser (de) de l'Association des persécutés du régime nazi (VVN) en 2008 avec un projet sur la famille Schneck / Guttenberger. Elisabeth Guttenberger, qui a visité plusieurs fois son école primaire, est  présente à la cérémonie de remise du prix.

## Récits autobiographiques
Elisabeth Guttenberger raconte son histoire dans plusieurs livres :
- (de) Hans Günther Adler, Hermann Langbein, Ella Lingens-Reiner, Auschwitz. Zeugnisse und Berichte, EVA, 1962, p. 159-162
- (de + pl + en) Staatliches Museum Auschwitz-Birkenau, Dokumentations- und Kulturzentrum Deutscher Sinti und Roma Heidelberg, Gedenkbuch: Die Sinti und Roma im Konzentrationslager Auschwitz Birkenau, Saur, 1993 (ISBN 3-598-11162-2)